# The Key (film 1913)
The Key è un cortometraggio muto del 1913 diretto da O.A.C. Lund.

## Produzione
Il film fu prodotto dalla Eclair American

## Distribuzione
Distribuito dall'Universal Film Manufacturing Company, il film uscì nelle sale cinematografiche USA il 14 maggio 1913.